# Paloma Cordero
Paloma Delia Margarita Cordero Tapia (Ciudad de México, 21 de febrero de 1937-Ibidem., 11 de mayo de 2020), conocida como Paloma Cordero, fue la esposa de Miguel de la Madrid (presidente de México durante 1982-1988) y sirvió como primera dama de ese país durante ese mismo periodo. Acompañó a su esposo durante las giras en las que se inauguraban obras de asistencia social; estuvo presente en ceremonias y recepciones oficiales; se ocupó de visitantes extranjeros y encabezó el Sistema Nacional para el Desarrollo Integral de la Familia (DIF) y el Voluntariado Nacional.[cita requerida]

## Datos biográficos
Nació en la Ciudad de México. Fue hija de Luis Cordero Bustamante, abogado, y de su esposa Delia Tapia Labardini, ama de casa. Hija de una familia católica, sus estudios los efectuó en instituciones de monjas. Primero en el rígido Colegio Lestonnac, en la delegación Tlalpan, y después en el Colegio Motolinía.
Su infancia y juventud transcurrieron en la colonia Hipódromo-Condesa, sitio al que se había mudado la familia De la Madrid Hurtado en 1951. Fue en 1953 cuando Paloma y Miguel de la Madrid se conocieron, presentados por su hermano mayor, ya que ambos hacían el Servicio Militar juntos. En 1955, él de veinte y ella de dieciocho años, se hicieron novios. Cuando comenzó la relación, Miguel se encontraba estudiando el cuarto año de Derecho.[cita requerida]
Al cabo de cuatro años de noviazgo, se casaron en 1959 en la iglesia Santa Rosa de Lima. El novio tenía veinticuatro años de edad y la novia, veintidós. De esta unión nacieron cinco hijos: Margarita, Miguel, Enrique Octavio, Federico Luis y Gerardo Antonio.[cita requerida]
Desde los inicios del matrimonio, Paloma apoyó la carrera de su esposo. Incluso lo esperó en México, cuidando a sus primeros tres hijos, mientras él se fue 10 meses a estudiar un postgrado en la Universidad de Harvard, en Estados Unidos. Y luego, cuando Miguel de la Madrid se encontraba en ascenso por los peldaños de la carrera político-administrativa, además de ocuparse del hogar y de sus hijos, se incorporó al voluntariado, y llegó a dirigir el de la Secretaría de Programación y Presupuesto cuando él fungió como titular de esa secretaría.[cita requerida]

## Primera dama de México
Al ser electo su esposo como candidato a la presidencia de la República por el Partido Revolucionario Institucional (PRI), Paloma Cordero participó activamente en la campaña. Lo acompañó en sus giras por el territorio mexicano y emprendió una intensa labor a favor de su candidatura.[cita requerida]
A la residencia oficial de Los Pinos, la familia De la Madrid Cordero llegó a habitarla los primeros días del mes de febrero de 1983 pues, en el lapso de enero y febrero, se hicieron obras de conservación. Se pintaron los muros de diferentes colores, se cambiaron las alfombras y el mobiliario, entre otras adaptaciones menores. Con el apoyo de un decorador que era amigo de la familia, la residencia quedó adornada con muebles de marquetería poblana y algunos otros de estilo chippendale mexicano.[cita requerida] En el sexenio de Miguel de la Madrid, la residencia adquirió una decoración contemporánea, salvo algunos detalles de tipo mexicano, como los muebles y los tapetes de Temoaya.[cita requerida] Asimismo, la familia se trajo sus propios muebles de su residencia en Coyoacán, que hicieron juego con los que pertenecían a la casa presidencial, como lo eran el comedor y gran parte del mobiliario de la sala, del despacho, de la biblioteca y el salón Colima.[cita requerida]
Como era costumbre, la familia De la Madrid Cordero se instaló en el piso superior, mientras que la parte de abajo la dejaron para oficina presidencial y recepciones sociales. Y en una de las casas que había construido José López Portillo, donde habitó su hija Carmen Beatriz, puso su oficina la señora Paloma. Para aquel momento, Los Pinos era un sitio bien acondicionado. Situado en un enorme terreno de casi cinco hectáreas (que era anteriormente el Rancho "La Hormiga", perteneciente a la familia Martínez del Río), se erigían varias casas y un hermoso jardín. Los De la Madrid disfrutaron vivir allí, sobre todo de la alberca techada y la sala de cine. El inconveniente era sin embargo la excesiva seguridad, lo que a veces hacía sentir incómodos a sus ocupantes. Paloma rescató de las bodegas del Castillo de Chapultepec los candiles austriacos que habían sido retirados por María Esther Zuno de Echeverría, así como las mesas de fina madera, los sillones tipo europeo y también los cuadros de los mejores pintores mexicanos.[cita requerida] Y volvió también su lugar el orden y el bajo perfil de la intimidad doméstica, al punto que apenas si se supo sobre la boda de la hija mayor, efectuada allí con todo y la presencia de los religiosos, o el festejo de sus bodas de plata o las escapadas a la casa de fin de semana en Cuautla.[cita requerida]
En calidad de primera dama de México, la señora Cordero acompañó a De la Madrid a todas las giras emprendidas en las que se inauguraban albergues, hospitales y tianguis;[cita requerida] estuvo presente en todos[cita requerida] los actos protocolarios, se ocupó de los visitantes foráneos[cita requerida] y dirigió el DIF y el Voluntariado Nacional. Durante su presidencia, el DIF creció con los siguientes programas:[cita requerida] procuración de justicia, protección a menores maltratados, farmacodependientes e invidentes, rehabilitación de discapacitados, capacitación de técnicos y profesionales y construcción de plantas procesadoras de alimentos, albergues, estancias, centros de desarrollo infantil y campamentos recreativos.[cita requerida]

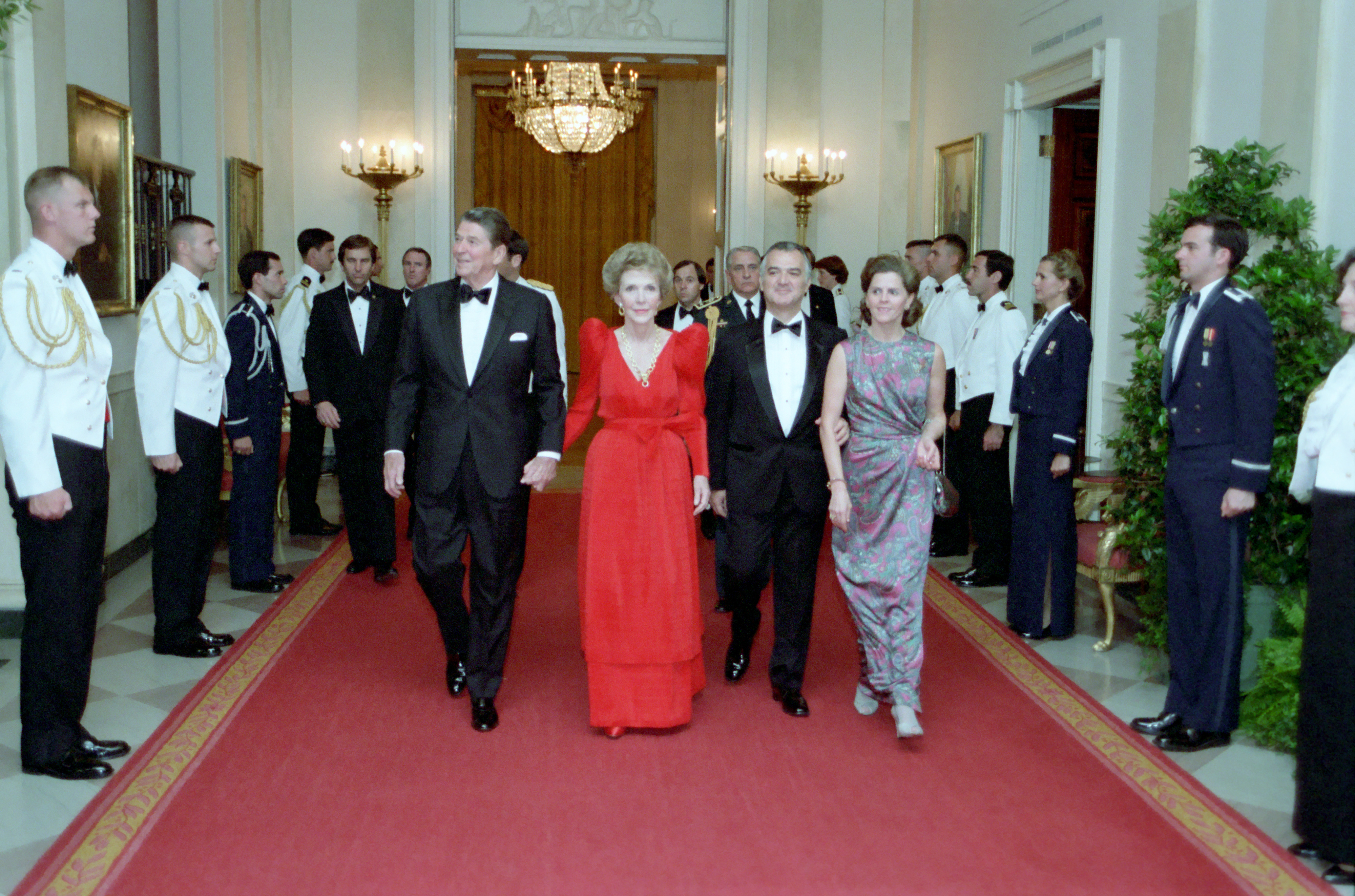
Paloma Cordero (extremo derecho) con Ronald Reagan, Nancy Reagan y su esposo, Miguel de la Madrid, en 1984.

Cuando se presentó el terremoto de 1985, la primera dama visitó albergues y hospitales, visitó a muchas personas que tenían problemas y les envió ayuda. Permanentemente, la señora Paloma se puso a visitar los albergues y los diferentes lugares en donde estaban concentradas las personas, alentarlas en la paciencia, y promover su reubicación a través del DIF[cita requerida]. Pese al gran dolor, los afectados tuvieron la oportunidad de ver la generosidad de mucha gente que aún sin recursos, dio apoyo a sus semejantes. Muchos países enviaron su ayuda a México, tanto en víveres como en medicinas, así como la ayuda francesa con sus perros de rescate. La reina Sofía de España y Nancy Reagan vinieron al país; Colombia, Francia y Suiza aportaron los grupos de rescate.
La primera dama de Estados Unidos, la señora Reagan, llegó a México con el propósito de transmitir personalmente al primer mandatario los sentimientos de solidaridad de su país y ofrecer de parte del presidente Ronald Reagan la ayuda que México solicitara. Entregó al Fondo Nacional de Reconstrucción un cheque por un millón de dólares y visitó en compañía de Paloma Cordero albergues, hospitales y algunas zonas afectadas. Nancy Reagan y la primera dama de México, emprendieron un recorrido visitando los lugares más afectados para enterarse de sus necesidades. Además, la reina Sofía vino a México los primeros días del mes de octubre para una visita de condolencia y solidaridad. La princesa Alejandra de Kent, prima de la reina Isabel II, fue recibida en la Ciudad de México una semana después del terremoto. Varios presidentes latinoamericanos vinieron a ver al presidente De la Madrid para darle su apoyo y ofrecer su ayuda.

## Años posteriores y muerte
Miguel de la Madrid falleció el 1 de abril de 2012 en la Ciudad de México, y su viuda estuvo presente tanto en sus exequias.
Cordero falleció el 11 de mayo de 2020 a los 83 años en la Ciudad de México.